# Tundra boscosa

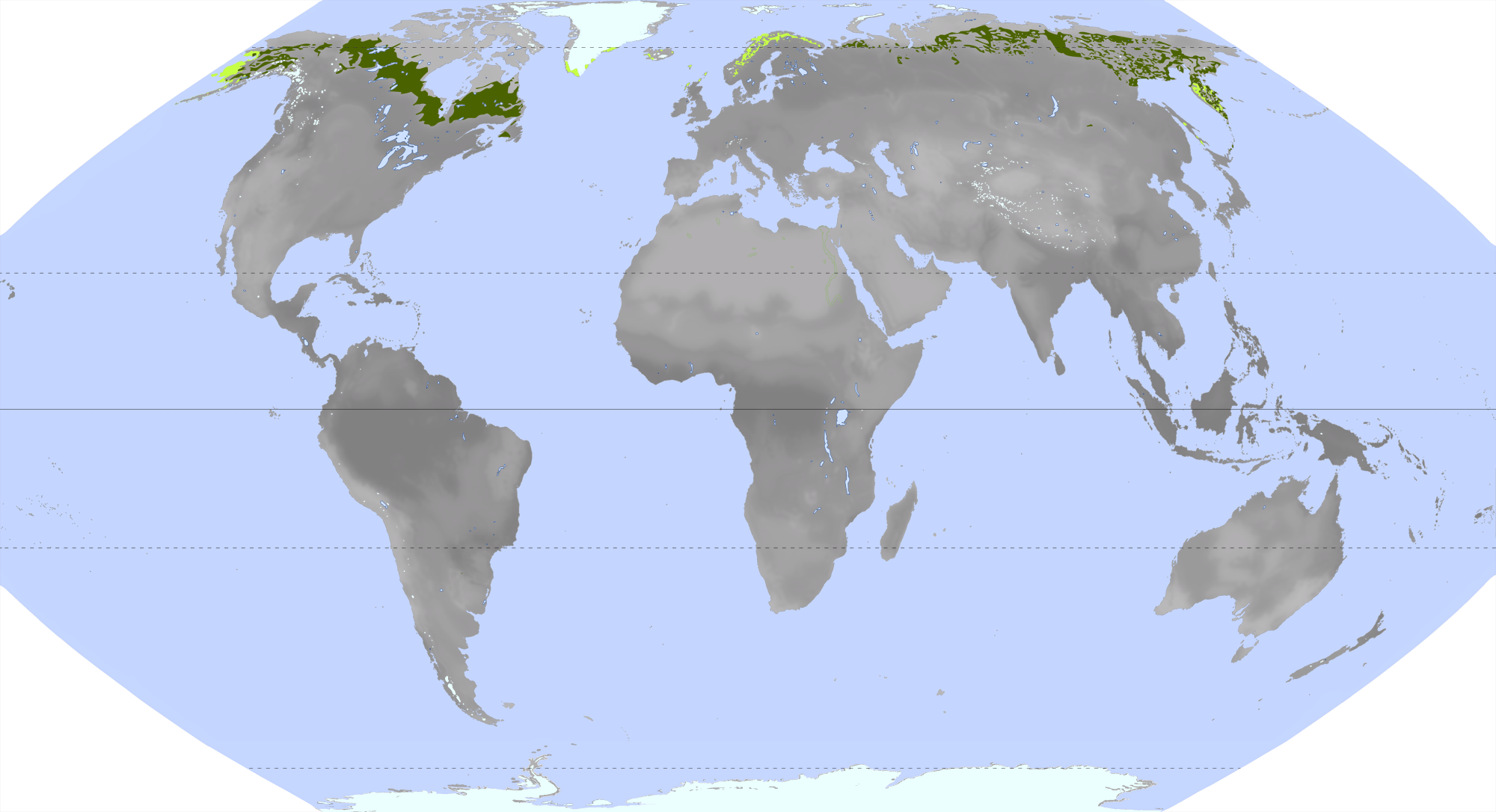
La tundra boscosa al món

La tundra boscosa és un ecotó que es defineix com la zona de transició entre el bosc i la tundra a grans altituds o latituds.
Dins l'ecotó forestal-tundra, l'expansió dels arbres és comunament
citat com restringit per la temperatura.
Encara que, en moltes regions,l'avançament altitudinal del límit arbori s'ha observat a causa del recent canvi climàtic, la taxa i la magnitud de la resposta són altament variables (Harsch et al., 2009).
Aquesta variabilitat està relacionada amb atributs específics del lloc i de les espècies que limiten el reclutament d'arbres i el seu creixement (Lloyd i Fastie 2002; Danby i Hik 2007a),juntament amb la magnitud del canvi climàtic (Panell Intergovernamental
sobre el canvi climàtic 2007).
La configuració espacial de la tundra boscosa és dinàmica, sovint en resposta als canvis en el clima(Szeicz and MacDonald 1995; LescopSinclair
and Payette 1995; Lloyd 2005).
En les muntanyes la tundra boscosa apareix en l'estatge subalpí
Des d'una perspectiva ecològica, la tundra boscosa és un ecosistema global conegut ja sia com un bioma o com una ecoregió.

## Flora
A la tundra boscosa hi creixen principalment els avets, els làrix i els bedolls. En es climes oceànics hi creixen els bedolls i en els climes continentals les coníferes que formen el límit arbori.
Al nord d'Escandinàvia, Islàndia i Grenlàndia la tundra forestal està formada pel bedoll (Betula pubescens subsp. Tortuosa), a l'Europa septentrional i de l'est la pícea siberiana (Picea obovata), més cap a l'est Larix sibirica i Larix gmelinii. A la costa del Pacífic rus Betula ermanii. Amèrica del Nord Picea mariana i Picea glauca com també Betula papyrifera i Populus balsamifera i en zones més continentals s'hi afegeix Larix laricina.
El sotabosc consta principalment d'arbust nans com Salix, Vaccinium, Phyllodoce, Dryas, Arctostaphylos alpinus i Betula nana. També hi són importants les molses i els líquens.

## Fauna
No hi ha mamífers que visquin exclusivament a la tundra forestal. Hi són comuns la llebre àrtica i la llebre, el golut, lemming, rens i caribús, ant, llop, coiote, linx, os bru, guineu, marta i llúdriga.
Entre els ocells de la tundra i la tundra boscosa: ànecs, falcons, oques, corbs comuns, grues, gavina àrtica, gavines i skuas.